# Samsung Galaxy J2 (2016)
Il Samsung Galaxy J2 (2016) è uno smartphone Android dual SIM di fascia bassa prodotto da Samsung, facente parte della serie Galaxy J.

## Caratteristiche tecniche

### Hardware
Il Galaxy J2 (2016) è uno smartphone con form factor di tipo slate, misura 142.4 x 71.1 x 8 millimetri e pesa 138 grammi.
Il dispositivo è dotato di connettività GSM, HSPA, LTE, di Wi-Fi 802.11 b/g/n con supporto a Wi-Fi Direct e hotspot, di Bluetooth 4.1 con A2DP ed LE, di GPS con A-GPS e GLONASS e di radio FM RDS. Ha una porta microUSB 2.0 ed un ingresso per jack audio da 3.5 mm.
Il Galaxy J2 (2016) è dotato di schermo touchscreen capacitivo da 5 pollici di diagonale, di tipo S-AMOLED con aspect ratio 16:9 e risoluzione HD 720 x 1280 pixel (densità di 294 pixel per pollice). La scocca è in plastica. La batteria agli ioni di litio da 2600 mAh è removibile dall'utente.
Il chipset è uno Spreadtrum SC8830, con CPU quad-core formata da 4 Cortex-A7 a 1.5 GHZ e GPU Mali-400MP2. La memoria interna è da 8 GB, mentre la RAM è di 1.5 GB.
La fotocamera posteriore ha un sensore da 8 megapixel, dotato di autofocus, HDR e flash LED, in grado di registrare al massimo video HD a 30 fotogrammi al secondo, mentre la fotocamera anteriore è da 5 megapixel.

### Software
Il sistema operativo è Android, in versione 6.0.1 Marshmallow.
Ha l'interfaccia utente TouchWiz.

## Varianti

### Galaxy J2 Prime
Il Samsung Galaxy J2 Prime è stato commercializzato a novembre 2016. Differisce dal Galaxy J2 (2016) principalmente per la presenza di un chipset MediaTek MT6737T e per il design e le dimensioni leggermente diverse. Inoltre, la risoluzione dello schermo è ridotta (540 x 960 pixel) mentre viene aggiunto un flash LED anche per la fotocamera anteriore ed il Bluetooth è in versione 4.2. In base alla versione, cambiano le reti supportate dal J2 Prime e la presenza o meno del dual SIM.